# 다이샤촌
다이샤촌(大社村)은 효고현 무코군에 있던 촌이다. 현재의 니시노미야시 중심부에 해당한다.

## 개요
가코가와정 남부에서 주로 주택가로 사용되는 지역이다.

## 역사
- 1889년 4월 1일 - 정촌제 시행에 의해 무코군 다이샤촌이 성립하였다.
- 1933년 4월 1일  - 니시노미야시에 편입해, 동일 다이샤촌은 폐지되었다.

## 교통

### 철도
- 한신 전기 철도
  - 고베본선
  - 고요선

## 참고문헌
- 大日本篤農家名鑑編纂所編『大日本篤農家名鑑』大日本篤農家名鑑編纂所、1910年。
- 人事興信所編『人事興信録 第6版』人事興信所、1921年。
- 交詢社編『日本紳士録 第28版』交詢社、1924年。
- 『가도카와 일본 지명 대사전 28 兵庫県』。